# Аспіндзійський муніципалітет
Аспіндзі́йський муніципаліте́т (груз. ასპინძის მუნიციპალიტეტი) — муніципалітет у Грузії, що входить до мхаре Самцхе-Джавахеті. Центр — Аспіндза.
Етнічний склад населення муніципалітету згідно з Переписом населення Грузії 2014 року:
| етнічна група | кількість осіб | частка щодо всього населення |
| ------------- | -------------- | ---------------------------- |
| грузини       | 8 959          | 86,4%                        |
| вірмени       | 1 381          | 13,3%                        |
| росіяни       | 12             | 0,12%                        |
| греки         | 7              | 0,07%                        |
| осетини       | 5              | 0,05%                        |
| українці      | 3              | 0,03%                        |
| азербайджанці | 0              | 0%                           |
| абхази        | 0              | 0%                           |
| Всього        | 10 372         | 100,00%                      |